# 毛泽建
毛泽建（1905年10月5日—1929年8月20日），又名毛达湘，湖南湘潭县韶山人。革命烈士。毛泽东的堂妹，亦是其父母毛贻昌和文素勤的养女。1923年加入中國共產黨，後從事農民運動:33。

## 生平
生父毛尉生、生母陈氏，取名菊妹子。因家境困苦，于六七岁时，外出乞讨。后成为毛泽东父母毛贻昌和文素勤的养女，取名毛泽建。1919年、1920年，毛贻昌和文素勤夫妇逝世后，无人抚养，仍外出乞讨。后成为肖家童养媳。
1921年后，随毛泽东来到长沙，进入两所女子职业学校读书。1923年上半年，加入中国共产党。同时，改名毛达湘。同年秋，考入衡阳省立第三女子师范学校。1925年，与中共党员陈芬结婚，后马日事变。
1928年初參加湘南起義，同年5月一次戰鬥中，丈夫被捕殺，毛澤建被紅軍救出:33。毛泽建被救出后生下儿子艰生（夭折）。因有身孕並負傷主動要在當地隱蔽，產後再被捕:33。於1929年8月20日在湖南衡山縣馬廟坪赴死，年24歲:33。
位于衡山县的毛泽建烈士墓，现为湖南省文物保护单位。